# 夜がどれほど暗くても
『夜がどれほど暗くても』（よるがどれほどくらくても）は、中山七里による日本の小説。『月刊ランティエ』で2018年11月号から2019年6月号まで連載され、加筆訂正されたうえで2020年3月14日に角川春樹事務所から刊行された。大学生の息子が犯罪を犯して自殺したのをきっかけに追われる立場となった大手出版社の副編集長が世間からバッシングを受け、家族にも見放される中で事件の真相に迫っていく過程を描く。
2020年11月22日からWOWOW「連続ドラマW」で上川隆也主演によりテレビドラマ化された。単行本が同年3月に発売されたばかりであるため、著者の原作の映像化としては最短記録である。

## 執筆経緯
本作のテーマは“和解”。角川春樹事務所社長の角川春樹から「ほっこりするものを書いてくれ」と言われ、「最後の最後に収まるべきものが収まるところに収まるのが一番ほっこりだ」という考えから、殺人事件をきっかけに生まれた加害者遺族と被害者遺族について書くことが決まった。また、本作は2018年10月から執筆が開始されたが、ちょうどそのころは問題記事を掲載した雑誌が休刊になったり、不倫をした芸能人についてよく報道されたりしていた時期だったため、主人公の志賀は不倫スキャンダルなどを追う、社会的にはあまり善人には見えない週刊誌記者に設定され、そんな人間が局面の変遷に従って変わっていく姿を描いた。また、事件に関わってしまった場合、加害者遺族も被害者遺族も実は似たようなものではないかという思いから、この作品ではどちらにも肩入れしないと決めたため、被害者家族である星野奈々美についても、必ずしも世間から同情されるばかりではない存在として描かれている。
タイトルには、人を叩くような人間も全てを失うような“夜”があり、それでも「夜がどれほど暗くても」最終的にはちゃんと朝が来る、という意味がこめられており、息子を亡くした志賀と両親を失った奈々美が少しずつ打ち解けていくことで、本作のもう一つのテーマである“擬似家族”となっていく、希望がもてる結末となっている。シリーズの垣根を越えて登場している葛城公彦も、著者の中山が描く刑事の中では一番刑事らしくない刑事であり、善意の象徴とされているキャラクターである。

## あらすじ
大手出版社・春潮社発行のスキャンダル記事を売り物とする『週刊春潮』の副編集長である志賀倫成は、ある朝突然訪ねてきた警視庁捜査一課の刑事・宮藤賢次から、息子の健輔が、通っている大学講師の星野希久子に対し、ストーカー行為の末に相手夫婦を惨殺、そして自ら命を絶った疑いがあると告げられる。とても信じられず、取り乱す妻の鞠子をなだめながら、息子にかけられた嫌疑を晴らすときっぱり主張した志賀だったが、事件はすぐにマスコミに知れ渡り、追う側から追われる側へと立場は逆転、編集長の鳥飼からは休みをとるように命じられてしまう。テレビやネットでは健輔の人となりが好き勝手に報じられていたが、志賀には健輔が犯人ではないという物的証拠を示して反論することもできず、これこそが今まで自分がやってきたことなのだと思い知る。葬儀を終えて間もなく、鳥飼から「容疑者の父親からコメントをとらないわけにはいかない」と言われ、“ストーカー殺人犯 実父の告白”と見出しを打った『週刊春潮』を発売するが、謝罪の一言も無いその内容に反響と同時に抗議電話が殺到する。そして街を鞠子と歩いていた志賀は、「あんたたちの子供にパパとママを殺された」と星野希久子の娘・奈々美にカッターナイフで襲われ、被害者遺族について何ら考えがおよんでいなかった自分に気づく。
いまや悪辣なヘイト雑誌との認識が成されている『春潮48』へ異動させられてしまった志賀は、アイドルの不倫現場を追えば逆に取材対象にカメラを向けられ、街頭インタビューに立てば市民から罵倒され、社内でデスクワークをすれば他の社員からポンコツ扱いされ、精神は少しずつ疲弊していく。そして同じく周囲からの嫌がらせや奈々美からの敵意に疲れ果てていた鞠子と口論した挙句に手をあげてしまい、鞠子は家を出ていってしまう。義母の久恵からも冷却期間を置くように言われた志賀は、以前ネットニュースで見かけたNPO法人〈葵の会〉を訪ねてみることにする。〈葵の会〉は犯罪被害者だけでなく、加害者家族の精神的ケアをサポートする全国でも珍しいNPO法人で、代表の椎名は志賀が「息子が人を殺めた」と話すと歓迎してくれた。しかしそこはすでに奈々美も出入りしている場であり、鉢合わせした奈々美は激昂する。椎名からはすまなそうに入会を断られ、自分だけがなぜこんなにも何もかも失わなくてはならないのかと怒りの矛先を奈々美に向けた志賀は、ひとこと言ってやろうと奈々美の家をつきとめるが、奈々美は両親がいない家で近所からの誹謗中傷に耐えながら一人で暮らしており、その身体には大きな痣もみてとれた。奈々美に見つかり再び激昂されるが、毒気を抜かれた志賀は立ち去る。するとその様子を見ていた宮藤の部下・葛城に呼び止められ、葛城も奈々美のことを心配していること、葛城と宮藤は事件が終結したとは思っていないことなどを聞かされる。
志賀は奈々美の学校の裏サイトを検索したり、実際に学校を張り込み、暴力をふるわれている現場で身を挺して奈々美をかばったり、学校にも乗り込んで奈々美に危害を加えるクラスメートの身元を調べて直接忠告したりと奈々美を守るようになる。そんな様子に理解不能という顔をしながらも、会話を交わしたり、怪我をした志賀を介抱したりと次第に奈々美の態度は軟化していく。怪我の状態が激しいにもかかわらず、暴行されたことを否定し続けたため、病院から通報されたことで志賀は再び葛城と顔を合わせることになるが、そこで葛城から、なぜ犯行現場が星野宅で、犯人はスペアキーを持っていたのかという疑問点と、人間の情報はその生活圏に集中しているものだというヒントを与えられる。そして志賀はさらに奈々美との会話の中で、本当は事件前日から星野夫婦はシンガポールを旅行する予定だったが、濃霧で飛行機が飛ばず一度家に戻ったために殺されたのだと知る。真相まであと少しと感じたのもつかの間、志賀は「家が燃えている」という奈々美からのSOSを受け、またしても身を挺して炎の中から奈々美を助け出す。そして現場にきた宮藤から、放火をした被疑者がイコール星野夫婦および健輔殺害の被疑者であり、すでに逮捕したと聞かされる。
火災保険と両親の生命保険で金には困らないものの、14歳の子にホテル住まいをさせるわけにはいかないと、志賀は奈々美を自宅へ連れ帰る。すると玄関には戻ってきた鞠子の姿があった。

## 登場人物

### 春潮社
『週刊春潮』
大手出版社春潮社が発行する週刊誌。元は政治ネタと健康ネタが主体の高齢者向け雑誌だったが、鳥飼と志賀が来てから芸能ネタに舵を切り、スキャンダルを売り物にする。編集部は春潮社ビルの本館にある。
志賀 倫成（しが みちなり）
『週刊春潮』の副編集長。ゴシップ記事満載であろうがどれだけ世間に批判されようが、出版の世界は売れたもの勝ち、春潮社を潤わせているのは自分達だという自負がある。
井波（いなみ）
『週刊春潮』の記者で志賀の部下。自身がデビュー当時からファンであるアイドル・能瀬はるみの不倫疑惑の取材をすることになるが、記事にする社会的意義はあるのかと悩む。元々は「文芸の復興に尽力したい」と春潮社に入社した。
鳥飼（とりがい）
『週刊春潮』の編集長。何も関心がなさそうにみえて、実は部下の挙動どころか趣味まで把握している。
『春潮48』
48歳以上の男性をターゲットに健康情報雑誌として創刊され、最初は文化的な記事も多かったが、売り上げが低迷してからは徐々に保守系の記事を増やし、右傾化。なにかと世間の批判を浴び、悪辣なヘイト雑誌との認識が成されている。全盛期は2万部以上を売っていたが、最近は1万部を推移している。編集部は春潮社ビルの別館にある。
楢崎（ならさき）
『春潮48』編集長。中肉中背で頬がこけ、物欲しそうな眼と軽薄そうな唇で自己顕示欲丸出しの駆け出し作家のような風貌。

### 志賀家
志賀 鞠子（しが まりこ）
志賀の妻。以前は出版社に勤務する文芸担当の編集者だったが、健輔を妊娠したのを機に退職した。倫成のことは「お父さん」と呼ぶ。あまり子離れできていない。旧姓は渡辺。
志賀 健輔（しが けんすけ）
倫成と鞠子の一人息子。去年都内の東朋大学社会学部に入学すると同時に家を出て一人暮らしをしており、鞠子のメールに短い返信は返すものの、実家には正月に一度帰ってきたくらいでほとんど顔は見せなかった。中学を卒業するころから志賀の仕事を疎んじ嫌いはじめ、『週刊春潮』を毛嫌いしている。子供のころから思い込みが激しい一面はあった。
星野喜久子をストーカーし、夫共々刺殺した後、同じ凶器で自らの胸を刺して自殺したという疑いがかかっている。
渡辺 久恵（わたなべ ひさえ）
栃木に住んでいる鞠子の母。以前から志賀には厳しい。

### 星野家
星野 奈々美（ほしの ななみ）
星野夫妻の一人娘で14歳の中学生。都立桜中学2年生。悲劇のヒロインとしてマスコミにとりあげられているが、近所からも嫌がらせを受け、学校でもイジメを受けている。
星野 希久子（ほしの きくこ）
健輔の大学で青年心理学を教える講師で、ゼミも担当していた。世田谷代沢に夫の隆一（りゅういち・文部省の総合教育政策局教育人材政策課）と奈々美と3人で住んでおり、普段から夫婦仲が良いことで有名だった。誰とでも打ち解け、大勢から好かれていた。
夫共々自宅で心臓を貫かれ、即死状態で見つかった。

### 警察関係者
宮藤 賢次（くどう けんじ）
警視庁捜査一課所属の刑事。階級は巡査長。すらりと背が高く、まるで刑事ドラマで主役を張れそうなほど精悍な顔つきをしている。志賀に対する表情は冷徹で口調は事務的。
葛城（かつらぎ）
宮藤と行動を共にする若手刑事。宮藤とは異なり、物腰は柔らかいが、相対するものを人の好さだけで封殺してしまうような強引さがある。

### 東朋大学関係者
喜納 みちる（きのう みちる）
大学生。健輔と同じ「邦画倶楽部」というサークルにいた。髪は肩まで伸びている。
増尾（ますお）
東朋大学生課長。
久石 美鈴（ひさいし みすず）
星野ゼミ所属。3年生。
桐野 慎（きりの まこと）
星野ゼミ所属。3年生。
陳 修然（ちん しゅうらん）
星野ゼミ所属。留学生2年。学費を稼ぐために新聞配達のアルバイトをしている。
橋詰 朋美（はしづめ ともみ）
星野ゼミ所属。2年生。健輔を良く思っていない。

### 都立桜中学校
小木曽 恵梨香（おぎそ えりか）
奈々美を暴行する生徒の1人でリーダー格。2-Aの生徒。2年になってから成績と同時に素行も悪くなった。母子家庭で、築20年以上経過している古いマンションの410号室に住んでいる。
荻原 典実（おぎわら のりみ）
恵梨香と共に奈々美を暴行していた短髪の少年。
照間 恭二（てるま きょうじ）
恵梨香と共に奈々美を暴行していた長髪の少年。
国武（くにたけ）
校長。
角南（すなみ）
2年の学年主任。生徒指導も兼任している。中背で肉太り。

### NPO法人〈葵の会〉
犯罪被害者だけでなく、加害者家族の精神的ケアをサポートする全国でも珍しいNPO法人。実質的な職員は5人程。東上野にあり、会合は毎週日曜に行われ、入会条件も特に設けていない。
椎名 悦三（しいな えつぞう）
〈葵の会〉の代表。厳つい顔で、逮捕された直後のヤクザのような風貌をしているが、笑うと人懐こい顔になる。昔、ヤクザ相手に殺人も犯したスジ者で、足も洗い罪も償ったが、された方の恨みつらみは消えない、犯罪被害者遺族の話を聞くくらいはできるだろうと会を立ち上げた。頭頂部はハゲている。
戸城（としろ）
孫を亡くして3年経つ老人。
桑畑（くわばた）
20代女性。結婚を約束していた彼を通り魔に殺されたが、3年経った今はその友人との結婚を控えている。
瀬川（せがわ）
40代の主婦。夫に危険運転致死傷罪の判決がおりる。

### その他
能瀬 はるみ（のせ はるみ）
女性アイドルグループの一員。
早見 信隆（はやみ のぶたか）
南青山にあるイベント会社の社長。妻帯者。能瀬はるみとホテルから出てくるところをスクープされたが、追加取材にきた志賀に対し、逆にスマートフォンを向けて撮影し、交換条件でICレコーダーの中身を削除させる。
山吹（やまぶき）
出版業界内では有名な保守派の評論家。温和な顔立ちをしているが、新人編集者へのいじめが趣味。高齢。

## 書誌情報
- 単行本、2020年3月14日発売、角川春樹事務所、ISBN 978-4-7584-1347-3[1]
- 文庫本、2020年9月30日発売、ハルキ文庫、ISBN 978-4-7584-4363-0、解説：西原理恵子[8]

## テレビドラマ
2020年11月22日から12月13日まで、WOWOW「連続ドラマW」で毎週日曜 22時00分 - 23時00分に放送。全4回。主演は上川隆也。

### キャスト
- 志賀倫成 - 上川隆也
- 井波渉 - 加藤シゲアキ[9]
- 星野奈々美 - 岡田結実[10]
- 楢崎樹 - 鈴木浩介
- 星野希久子 - 霧島れいか
- 袴田吉彦
- 志賀健輔 - 葉山奨之
- 中村育二
- 三田拓也 - 辰巳雄大（ふぉ〜ゆ〜）
- 窪塚俊介
- 西村元貴
- 日野陽仁
- 加藤憲史郎
- 蛍雪次朗
- 遠藤久美子
- 鳥飼成人 - 高橋克実
- 宮藤賢次 - 高嶋政伸（特別出演）
- 志賀鞠子 - 羽田美智子
- 長澤一樹 - 原田泰造

### スタッフ
- 原作 - 中山七里 『夜がどれほど暗くても』（角川春樹事務所刊）
- 脚本 - 大石哲也
- 監督 - 橋本一、谷口正晃
- 音楽 - 池田善哉
- チーフプロデューサー - 青木泰憲
- プロデューサー - 徳田雄久、黒沢淳、野田健太
- 製作 - WOWOW、テレパック

### 放送日程
| 各話  | 放送日          |
| ----- | --------------- |
| 第1話 | 2020年 11月22日 |
| 第2話 | 11月29日        |
| 第3話 | 12月6日         |
| 第4話 | 12月13日        |

| WOWOW 連続ドラマW 日曜オリジナルドラマ        | WOWOW 連続ドラマW 日曜オリジナルドラマ             | WOWOW 連続ドラマW 日曜オリジナルドラマ                    |
| 前番組                                        | 番組名                                             | 次番組                                                    |
| --------------------------------------------- | -------------------------------------------------- | --------------------------------------------------------- |
| セイレーンの懺悔 （2020年10月18日 - 11月8日） | 夜がどれほど暗くても （2020年11月22日 - 12月13日） | トッカイ〜不良債権特別回収部〜 （2021年1月17日 - 4月4日） |